# Paraphiloscia fragilis
Paraphiloscia fragilis är en kräftdjursart som först beskrevs av Gustav Budde-Lund 1904.  Paraphiloscia fragilis ingår i släktet Paraphiloscia och familjen Philosciidae. Inga underarter finns listade i Catalogue of Life.